# جونتي فلاورز
جونتي فلاورز (بالإنجليزية: Jonte Flowers)‏ مواليد 12 أبريل 1985 في شيكاغو، هو لاعب كرة سلة أمريكي. بدأ مسيرته الاحترافية في سنة 2008. يلعب مع تيميشوارا في الدوري الروماني لكرة السلة. يحمل الرقم 24. يبلغ طوله 6 قدم 5 بوصة (2.0 م).

## المسيرة الاحترافية
لعب مع سي إس يو بلويشت من سنة 2013 إلى 2015، ثم لعب مع فورتيتودو بولونيا في الدوري الإيطالي في موسم 2015–2016، ثم لعب مع نادي تيميشوارا لكرة السلة في سنة 2016.

## روابط خارجية
- جونتي فلاورز على موقع كرة السلة الأوروبية.كوم (الإنجليزية)
- جونتي فلاورز على موقع ريلجم (الإنجليزية)
- جونتي فلاورز على موقع بروبوليرز (الإنجليزية)
- جونتي فلاورز على موقع سبورتس رفرنس (الإنجليزية)